# 奧伯爾希亞德肯普鄉
44°10′12″N 22°58′48″E / 44.17000°N 22.98000°E
奧伯爾希亞德肯普鄉（羅馬尼亞語：Comuna Obârșia de Câmp, Mehedinți），是羅馬尼亞的鄉份，位於該國西南部，由梅赫丁茨縣負責管轄，面積29平方公里，海拔高度91米，2007年人口2,020，人口密度每平方公里71人。